# Encalhe do USS Missouri em 1950
O encalhe do USS Missouri ocorreu às 8h17min de 17 de janeiro de 1950 quando o couraçado USS Missouri da Marinha dos Estados Unidos encalhou enquanto navegava pela Baía de Chesapeake, na Virgínia. O navio deveria passar por uma área rasa a fim de testar um novo sistema de cabos acústicos, porém erros de comando e navegação o fizeram navegar para fora da área determinada e encalhar. Esforços para libertá-lo foram complicados por ele ter ficado preso durante uma maré incomumente alta, com um complicado esquema de salvamento finalmente conseguindo libertá-lo em 1º de fevereiro.
O Missouri foi danificado no incidente e precisou ir para uma doca seca a fim de passar por reparos. O capitão William D. Brown, o oficial comandante do couraçado, enfrentou uma corte marcial por negligência, aceitando um acordo e sendo rebaixado 250 posições na lista de promoção, efetivamente encerrando sua carreira. Outros quatro oficiais também foram julgados, com dois sendo inocentados e os outros dois recebendo penas de diferentes severidades. O Missouri voltou ao serviço ativo pouco depois e no mesmo ano serviu na Guerra da Coreia, sendo depois descomissionado em 1954 e colocado na reserva.

## Antecedentes

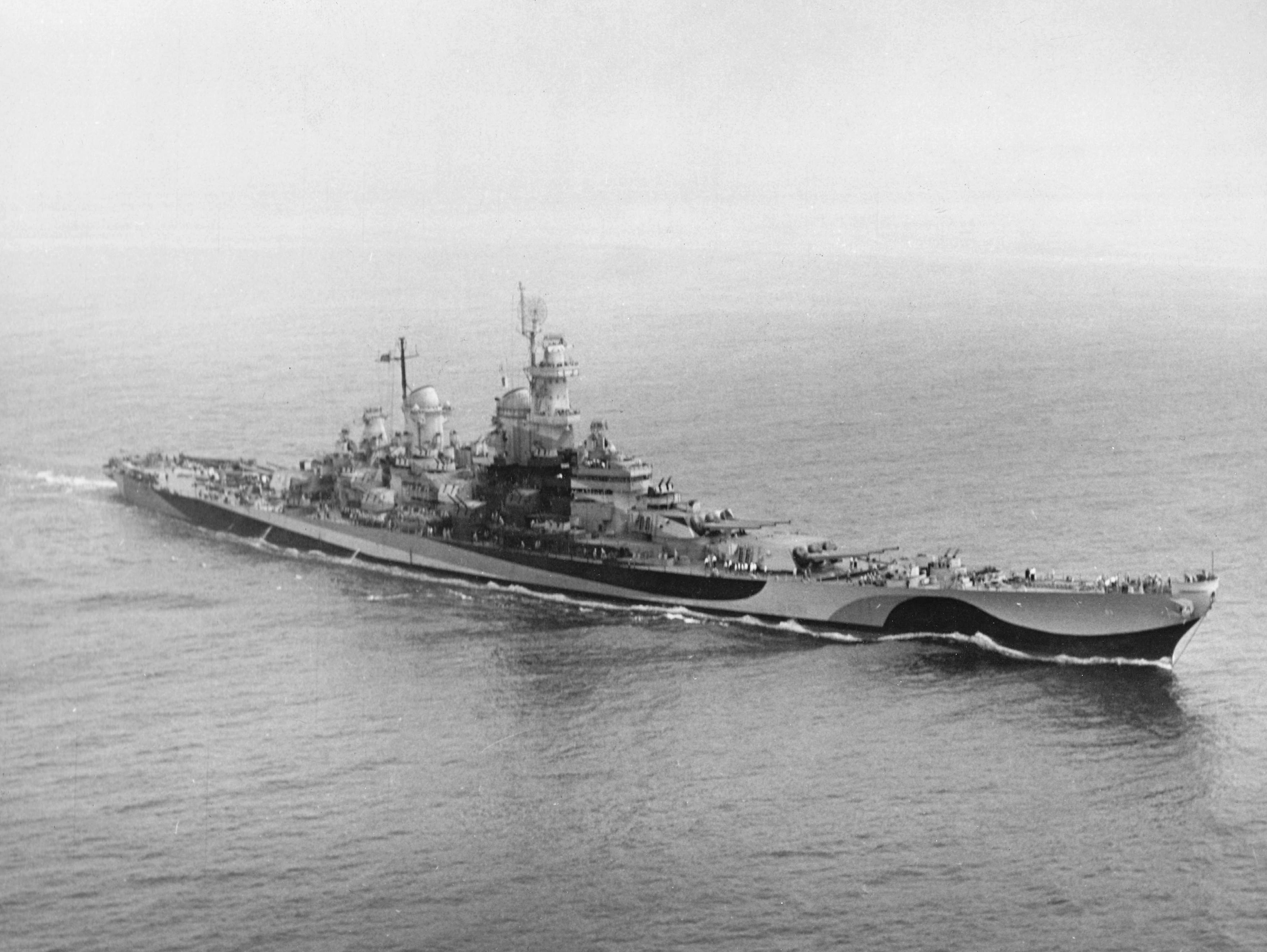
O Missouri em agosto de 1944

O USS Missouri é o terceiro couraçado da Classe Iowa. Seu batimento de quilha ocorreu em 6 de janeiro de 1941 no Estaleiro Naval de Nova Iorque e foi lançado ao mar em 29 de janeiro de 1944, sendo comissionado na Marinha dos Estados Unidos em 11 de junho. Ele atuou na Campanha do Pacífico durante os últimos meses da Segunda Guerra Mundial em tarefas de escolta de porta-aviões e também realizando ações de bombardeio litorâneo em apoio à operação anfíbias contra forças japonesas. O Japão se rendeu em agosto de 1945 e a Ata de Rendição foi assinada no tombadilho do Missouri em 2 de setembro.
A frota de couraçados dos Estados Unidos foi completamente descomissionada entre 1945 e 1950, com exceção do Missouri. O presidente Harry S. Truman, um ex-senador do Missouri, se recusou a permitir que o navio fosse tirado de serviço, parcialmente porque ele tinha um apreço especial pelo couraçado e também parcialmente porque a embarcação tinha sido batizada por sua filha, Margaret. Truman pessoalmente ordenou que o Missouri fosse mantido no serviço ativo, indo contra os conselhos de Louis A. Johnson, o Secretário de Defesa; John L. Sullivan, o Secretário da Marinha; e Louis E. Denfeld, o Chefe de Operações Navais. Consequentemente, o navio foi usado pela segunda metade da década de 1940 em vários exercícios de treinamento e viagens diplomáticas, tanto em casa quanto internacionalmente.

## Incidente

### Eventos prévios
O Missouri chegou no Estaleiro Naval de Norfolk na Virgínia em outubro de 1949 para três meses de sua manutenção periódica. Durante este período o capitão William D. Brown assumiu como oficial comandante. Este era um veterano de trinta anos que até então tinha feito carreira como comandante de submarinos e contratorpedeiros, mas nunca tinha comandado um navio do tamanho do Missouri e desde a Segunda Guerra Mundial não tinha recebido um comando no mar. Brown assumiu o comando formalmente em 10 de dezembro, pouco antes da finalização dos trabalhos de manutenção. Ele levou o couraçado para uma breve viagem pelos Cabos da Virgínia em 23 de dezembro e voltou para Norfolk no dia seguinte. Sua próxima partida estava programada para 17 de janeiro de 1950, quando o Missouri deveria ir até Baía de Guantánamo para manobras.
Brown recebeu em 13 de janeiro um pedido do Laboratório de Armamento Naval para que o Missouri navegasse por um canal em que a Marinha dos Estados Unidos tinha espalhado cabos acústicos como parte de um projeto que tinha a intenção de identificar navios pela assinatura acústica de suas hélices. O pedido era totalmente opcional, mas como Brown estava preocupado com os detalhes da iminente ida à Cuba, ele deu pouca importância para a carta com o pedido e em vez disso encaminhou o assunto para o comandante John R. Millett, o oficial de operações, que por sua vez encaminhou a carta para o tenente comandante Frank G. Morris, o navegador do navio.
Brown e seus oficiais de operações e navegação realizaram uma reunião no dia 14 para discutirem a viagem para Cuba e os detalhes sobre o cruzeiro, brevemente também discutindo os testes acústicos que fariam na partida. O navio deveria passar entre duas boias listradas de laranja e branco que marcavam a entrada e saída da área de testes. Esta ficava precariamente localizada próxima de uma área de perigo, uma área de bancos de areia cuja profundidade diminuía de quinze a dezoito metros, seguro para o navio, para apenas três a seis metros. Piorando as coisas, a área em que o Missouri deveria passar tinha sido originalmente marcada com cinco boias, mas este número tinha sido reduzido para duas apenas dias antes de Brown assumir o comando. Morris sabia que três boias tinham sido removidas, mas não tinha autorização de deleta-las das cartas marítimas. Brown e Millet foram informados disto na reunião, porém saíram dela acreditando erroneamente que ainda haviam cinco boias marcando a área acústica.

### Encalhe
O Missouri partiu de Norfolk para o Oceano Atlântico às 7h25min de 17 de janeiro de 1950 com o prático R. B. McCoy no leme. O navio foi comandado pela Baía de Chesapeake a partir do oitavo nível da sua superestrutura de vante por causa da visão melhor que ela proporcionava. Estava na época com um carregamento total de munição e água, enquanto seus tanques de combustível estava 95 por cento cheios, o que deixava o Missouri com um deslocamento de 57 mil toneladas e um calado de 10,9 metros na proa e 11,2 metros na popa. McCoy entregou o controle do couraçado à Brown às 7h49min, próximo da terceira boia do canal do rio Elizabeth, e deixou o navio. O clima estava limpo e o couraçado livre para passar pelo canal acústico. O Missouri navegou em direção a dois marcadores vermelhos que o comandante George Peckham, o oficial executivo, acreditava que marcavam a entrada dos bancos de areia. Brown, agora no comando total, ordenou uma velocidade de dois terços e um curso de 53 graus, seguindo a recomendação de Morris.
A embarcação passou pelo Forte Wool às 8h05min e Brown entregou o comando para o oficial em serviço, partindo para a sala das cartas. Sua chegada no local fez o alferes E. R. Harris, que estava rastreando o curso do couraçado na carta marítima, se afastar da mesa e assim interromper o acompanhamento da rota. Por volta do mesmo momento, Brown informou Peckham que o Missouri logo entraria na área dos testes acústicos. Esta foi a primeira vez que Peckham soube sobre o planejado teste acústico.
Brown deixou a sala das cartas e dois minutos depois retornou para a ponte aberta, reassumindo o comando do couraçado. Ele convocou os tenentes Hatfield e Arnold, os oficiais de serviço da manhã e tarde, respectivamente. Assim como aconteceu com Pekcham, foi a primeira vez que os dois souberam sobre o planejado teste. Brown percebeu seus olhares confusos e prontamente falou para os dois "Vão se informar", com Hatfield e Arnold imediatamente seguindo para a sala das cartas no oitavo nível. Eles descobriram sobre o teste acústico ao olharem para a carta marítima com as boias marcando a área, mas mesmo assim permaneceram confusos sobre aspectos da passagem.
Brown ordenou às 8h10min uma mudança de curso para sessenta graus e informou os tripulantes que o comando permaneceria na ponte do oitavo nível até passarem pela área de testes. Isto era incomum para o Missouri, pois o comando geralmente passava para a ponte do quarto nível depois do navio passar pelo Forte Wool. A mudança de curso inicial de sessenta graus foi alterada para 58 em consequência de uma forte corrente oceânica que empurrou o couraçado muito para estibordo durante a alteração de curso.
Foi nesse momento que o primeiro indício de que algo perigosamente errado durante a passagem estava ocorrendo. Peckham, que passou pela sala de cartas enquanto se preparava para uma mudança de turno, percebeu que o Missouri estava se aproximando rapidamente dos bancos de areia, prontamente dizendo a Morris que "Por Deus, preste atenção!". Ao mesmo tempo ocorreu uma discussão na ponte sobre se seria aconselhável aumentar a velocidade do navio para quinze nós (27,8 quilômetros por hora). Morris e Millet diferiam sobre a ideia; o primeiro achava que a velocidade deveria ser reduzida para cinco nós (9,2 quilômetros por hora), já o segundo achava que qualquer velocidade constante durante a passagem seria bom. Brown assim decidiu aumentar para quinze nós e a sala de máquinas respondeu aumentando a potência.
Aproximadamente no mesmo momento, Arnold localizou uma pequena boia listrada laranja e branco a novecentos metros de distância. Ela inicialmente foi identificada como um dos marcadores da área acústica porque tinha um "B" pintado nela, mas esta informação não foi adequadamente repassada. Brown e Millet acreditaram que ela marcava o lado direito da área acústica e ordenaram que o Missouri passasse à bombordo. A boia na verdade marcava a separação entra a água profunda do canal e os bancos de areia. Isto ficou aparente quando duas boias de mastro que marcavam a entrada para um canal raso de pesca apareceram à vante. Brown incorretamente as identificou como marcadores para o fim da área acústica, mas vários quartel-mestres, Peckham, Arnold e outros oficiais sabiam que isso estava errado. Foi neste momento que Morris fez sua primeira recomendação para virarem para estibordo, mas Brown negou por ainda acreditar que elas marcavam o fim da área. Peckham também fez uma recomendação similar que foi negada.
Os tripulantes do Centro de Informações de Combate que estavam manejando os sistemas de navegação por radar perceberam que os dados de retorno dos seus instrumentos indicavam que o couraçado estava navegando cada vez mais próximo de águas perigosas, porém os tripulantes não informaram isso a Brown. O tenente John Carr, o oficial em serviço no centro no momento, concluiu que o equipamento de radar provavelmente não estava funcionando adequadamente. Carr posteriormente explicou sua decisão de não repassar as informações do radar afirmando que "a prática padrão a bordo de um navio não exigia conselhos do radar para a ponte na ausência de pedidos específicos". Ele também destacou que o fatômetro, um instrumento de leitura de águas profundas, não estava funcionando e não tinha sido consertado no estaleiro.

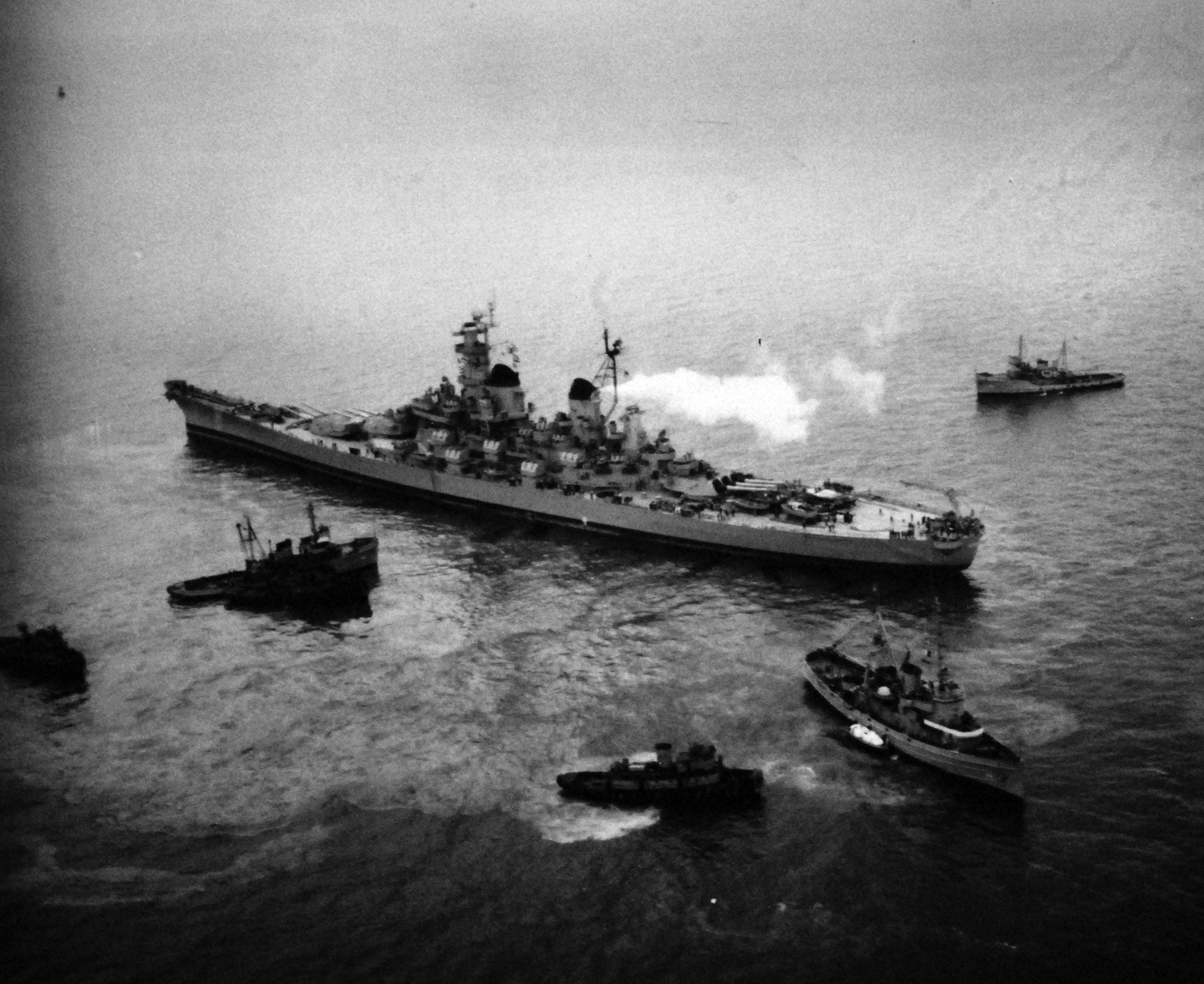
O Missouri encalhado

O Missouri passou da marcação de perigo às 8h15min. Peckham neste momento enviou uma mensagem a Brown afirmando "Navio seguindo para bancos Perigosos. Recomendo você vir para direita imediatamente!". Esta mensagem foi repassada por "faladores", homens encarregados de repassar mensagens para oficiais em diferentes postos, mas o falador em questão tinha a tendência de balbuciar muito. Ao mesmo tempo, Morris novamente se aproximou do capitão e recomendou virar para estibordo a fim de evitar as águas rasas. Brown posteriormente afirmou que não se lembrava de ter sido informado disso e não respondeu a Morris. O navegador percebeu o quão próximos estavam e ficou alarmado com o encalhe iminente, retornando freneticamente a Brown acenando com as mãos e gritando "Venha para a direita! Tem água com bancos de areia à frente!" O incrédulo capitão dispensou os pedidos do navegador ao afirmar que acreditava que Morris não sabia onde estavam. Brown ordenou que Millet checasse a posição determinada por Morris. Brown, como precaução, ordenou que o quartel-mestre Bevan Travis, o timoneiro, alterasse o curso para 58 graus, mas já era tarde.
O couraçado deslizou por cima de um banco de areia às 8h17min e acertou o fundo do canal. Peckham, em uma última tentativa de evitar o encalhe, enviou uma mensagem urgente a Brown dizendo "Venha para a direita imediatamente! Torça o navio!", mas já era tarde demais e o Missouri já tinha encalhado. Seu casco tinha avançado aproximadamente 760 metros, o que era quase todo o comprimento do banco de areia. O navio foi elevado alguns metros para fora da água e seus motores foram desligados depois de areia ter começado a obstruir as entradas na engenharia. O Missouri parou quase nivelado, estando em um banco de areia de frente para as residências de dezoito oficiais de alta patente da Marinha dos Estados Unidos servindo em Hampton Roads, além das casas de um número próximo de oficiais do Exército dos Estados Unidos postados no vizinho Forte Monroe.

## Salvamento
Um pedido convocando todos os rebocadores disponíveis para a área do encalhe foi enviado às 8h30min na esperança de ainda ser possível libertar o navio antes que mais danos ocorressem. Uma tentativa pelos próprios marinheiros do Missouri de libertá-lo ocorreu no mesmo dia e fracassou, assim como uma tentativa de dezesseis rebocadores de puxá-lo de volta para águas mais profundas. O alto escalão naval adiou quaisquer outras tentativas dos rebocadores até que uma avaliação da situação fosse feita. Além do fato do couraçado ter atravessado mais de setecentos metros do banco de areia, para piorar a situação ele tinha encalhado durante uma maré incomumente alta. O Missouri acabou virando alvo de várias piadas entre o povo estadunidense, dos outros ramos de serviço das forças armadas e até mesmo da Frota Naval Militar Soviética.
Oficiais inicialmente escolheram contratar uma empresa particular para libertar a embarcação, porém o contra-almirante Allan E. Smith, na época o Comandante da Força de Cruzadores da Frota do Atlântico e o oficial que tinha emitido as ordens do Missouri, foi contra. Ele afirmou que se tinha sido a marinha que colocou o navio no banco de areia, então a marinha deveria ser a responsável por tirá-lo de lá. Smith conseguiu convencer o alto escalão naval, mas foi informado pelo Pentágono que sua carreira dependeria de sua capacidade de libertar o Missouri. Smith e vários de seus oficiais transferiram seus escritórios para a bordo do couraçado a fim de organizar e supervisionar o esforço de salvamento. Esta supervisão também englobou responder as quase dez mil cartas enviadas por cidadãos oferecendo sugestões de como libertar o navio.

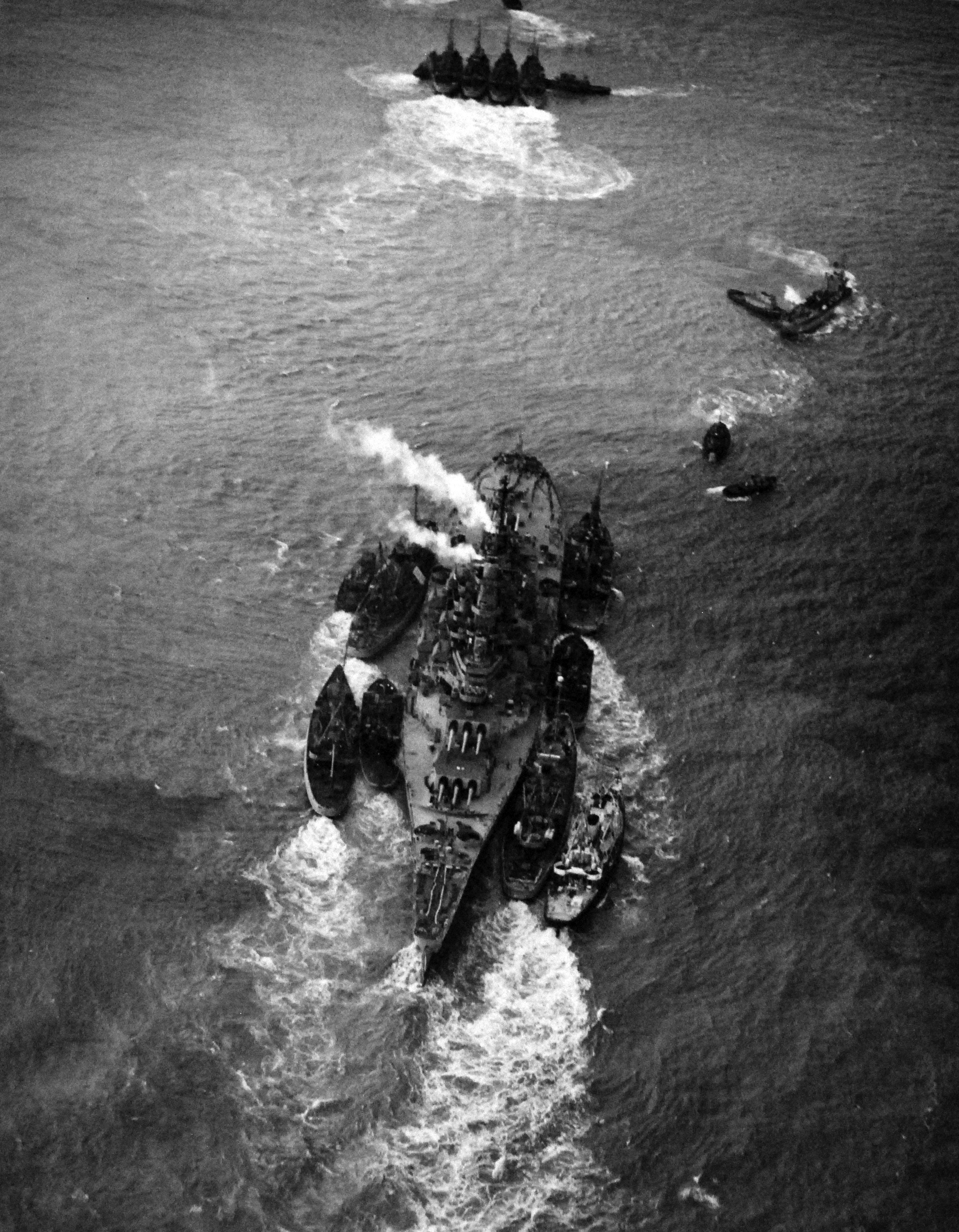
Rebocadores tentando libertar o encalhado Missouri

O comando do esforço de salvamento foi entregue ao contra-almirante Homer N. Wallin. Ele era na época o comandante do Estaleiro Naval de Norfolk e anos antes quando capitão tinha sido um dos principais responsáveis por reparar os danos causados após o Ataque a Pearl Harbor em dezembro de 1941. A equipe comandada por Wallin tinha sido capaz de resgatar dezenove de 21 embarcações que inicialmente tinham sido declaradas perdas totais, também ajudando a reformá-las para poderem atuar ainda durante a Segunda Guerra Mundial. Ele elaborou um plano de cinco pontos para tirar o Missouri do banco de areia: remover o máximo possível de peso do navio, levantar o couraçado, remover o máximo possível de areia dos arredores, usar o poder combinado de rebocadores da área para puxar o Missouri e escavar um canal para que ele pudesse voltar para as águas profundas. Foi depois concluído que o local em que o navio encalhou era "perfeito", porque estava em águas protegidas e em uma área com equipamentos de salvamento abundantes.
Como o encalhe tinha ocorrido durante uma maré incomumente alta, uma comparável seria necessária para libertar o Missouri, que estava prevista para 2 de fevereiro. Wallin assumiu o comando da operação e colocou seu plano em andamento. Ele foi capaz de reunir com a ajuda de Smith uma grande força de salvamento que incluía navios de resgate de submarinos, navios de salvamento especial, mergulhadores e pontões a fim de dar ao couraçado uma flutuabilidade maior quando chegasse a hora dos rebocadores movê-lo.
A draga Comber do exército chegou no local em 19 de janeiro e começou a escavar o caminho para o Missouri. Três dias depois a draga civil Washington se juntou ao esforço. Por volta da mesma época a tripulação começou a desembarcar itens não essenciais. Projéteis de 406 e 152 milímetros, pólvora, comida, bebidas e outros materiais foram removidos e colocados em barcas. Os navios-tanque USS Chemung e  USS Pawcatuck também começaram a remover o combustível do couraçado. O combustível era necessário para operar os geradores a diesel do Missouri, assim na sua ausência a energia elétrica e água corrente de bordo passaram a ser proporcionadas por navios de resgate de submarinos.
A fase de redução de peso originalmente incluía a remoção de todas as âncoras a bordo, mas Wallin ordenou que uma fosse devolvida ao navio com o objetivo de alterar seu centro de gravidade mais à vante para a parte mais estreita do casco, desta forma reduzindo a fricção no ponto mais largo. O Escritório de Navios ofereceu importantes conselhos técnicos e de salvamento durante esse período, tanto para os participantes militares quanto para os civis envolvidos nos esforços de salvamento.
Uma tentativa de libertar o Missouri com a quantidade reunida de rebocadores e outros navios de salvamento ocorreu em 31 de janeiro. Isto foi prejudicado por uma âncora de algum incidente anterior que ficou presa no casco do couraçado. A força extrema gerada pelos rebocadores fez com que vários cabos de cinco centímetros feitos de corda metálica se rompessem, com esta tentativa fracassada também mostrando que o peso do Missouri precisava ser diminuído ainda mais. Desta forma, as correntes das âncoras foram removidas depois delas terem sido colocadas de volta a bordo por ordens de Wallin e mais pontões foram adicionados. Uma segunda tentativa foi marcada para o dia seguinte.

## Libertação

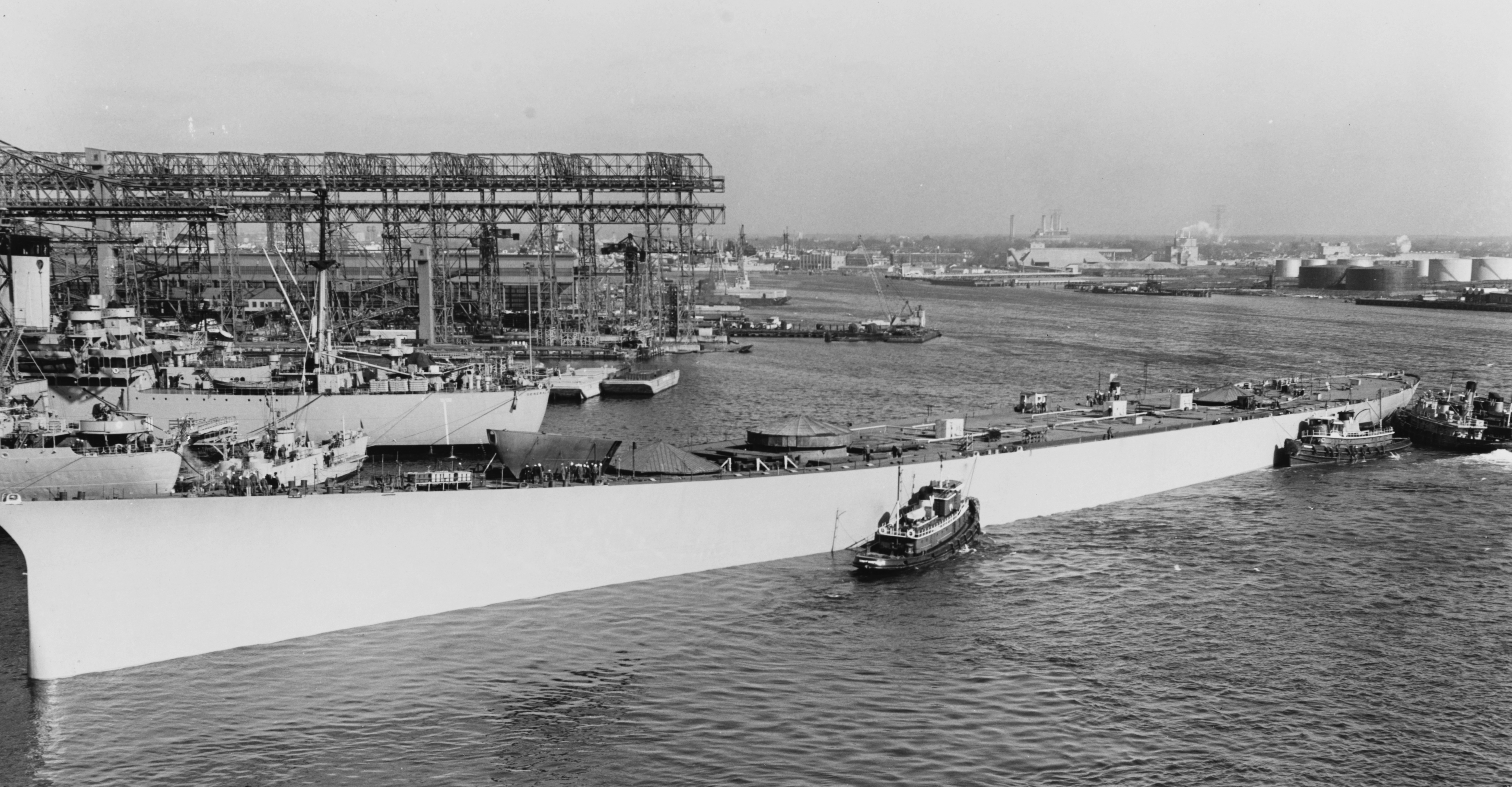
O casco incompleto do Kentucky sendo movido para fora da doca seca a fim de liberá-la para o Missouri

O Missouri foi finalmente libertado em 1º de fevereiro com a ajuda de 23 embarcações. Cinco rebocadores puxaram ao seu lado, seis puxaram à ré e três giraram a proa a fim de facilitar o movimento. Além disso, os navios de salvamento USS Salvager e USS Windlass, mais sete rebocadores de estaleiro ajudaram a manter as outras embarcações em posição. Pequenas âncoras também foram usadas para agilizar o processo. O Missouri teve uma pequena colisão com o Windlass enquanto estava sendo puxado, arrancando uma parte do corrimão do navio menor. Estes danos foram insignificantes e o navio lentamente foi levado de volta ao porto, com uma banda tocando "Missouri Waltz", "Anchors Aweigh" e "Nobody Knows the Trouble I've Seen". Tripulantes hastearam bandeiras de batalha e bandeiras de sinalização que diziam "Apresentando-se para o serviço". Um prático de Norfolk foi o responsável por emitir as ordens de motor e leme, enquanto o navegador do couraçado emitiu ordens para mudanças de curso durante o reboque.
Uma multidão estava assistindo ao Missouri quando ele foi libertado às 7h09min. Foi levado de volta para o Estaleiro Naval de Norfolk, onde seu irmão incompleto Kentucky tinha sido tirado da doca seca para liberar seu uso. O Missouri passou por uma inspeção estrutural e os consertos envolveram a substituição de algumas placas de seu fundo duplo que tinham entortado e três tanques de combustível que tinham sido rompidos.

## Consequências
Brown enfrentou uma corte marcial pelo incidente, se declarou culpado de negligência e foi removido do comando do Missouri. Como parte de um acordo, foi rebaixado 250 posições na lista de promoção, efetivamente encerrando sua carreira; o resto de seu serviço ativo na marinha foi passado em funções em terra. Peckham, Travis, Carr e Morris também enfrentaram cortes marciais: os dois primeiros foram inocentados, Carr recebeu uma carta de reprimenda e Morris também perdeu posições na lista de promoção.
O Missouri foi consertado e voltou ao serviço ativo ainda no mesmo ano, servindo ativamente por todo o decorrer da Guerra da Coreia até o cessar-fogo. Ele foi em seguida sendo descomissionado em 1954 e colocado na frota de reserva, onde permaneceu inativo até ser reativado e modernizado na década de 1980. Rumores persistem desde o incidente de que uma grande rachadura na barbeta da terceira torre de artilharia do couraçado foi resultado do encalhe, porém isto é incorreto e a rachadura na verdade ocorreu durante a construção, resultado de uma separação laminar quando a blindagem da barbeta estava sendo fundida em decorrência do processo usado para produzi-la.

### Citações
1. 1 2 3   «Missouri III (BB-63)». Dictionary of American Naval Fighting Ships. Naval History and Heritage Command. Consultado em 18 de abril de 2024
2. ↑   Stillwell, Paul (fevereiro de 1999). «USS Missouri: Served in World War II and Korean War». American History. ISSN 1076-8866. Arquivado do original em 19 de dezembro de 2007
3. ↑   Adamski, Mary (9 de agosto de 1998). «Mighty Mo anchors $500,000 donation». Honolulu Star-Bulletin. Consultado em 24 de agosto de 2022. Arquivado do original em 2 de fevereiro de 2002
4. 1 2 3 4 5 6 7 8 9  Bonner & Bonner 1998, pp. 24–32.
5. 1 2  Newell & Smith 1969, p. 11.
6. ↑  Stillwell 1996, p. 145.
7. 1 2 3 4 5  Newell & Smith 1969, p. 71.
8. 1 2 3  Stillwell 1996, p. 146.
9. 1 2 3 4 5 6  Newell & Smith 1969, p. 72.
10. ↑  Stillwell 1996, pp. 146–147.
11. 1 2  Stillwell 1996, p. 147.
12. 1 2 3  Newell & Smith 1969, p. 77.
13. ↑  Stillwell 1996, pp. 147–148.
14. 1 2 3  Stillwell 1996, p. 148.
15. 1 2  Stillwell 1996, p. 150.
16. ↑  Newell & Smith 1969, p. 78.
17. 1 2 3 4  Stillwell 1996, p. 153.
18. 1 2 3  Newell & Smith 1969, p. 80.
19. 1 2  Stillwell 1996, p. 151.
20. ↑  Stillwell 1996, p. 152.
21. ↑  Stillwell 1996, pp. 152–153.
22. ↑  Stillwell 1996, p. 154.
23. 1 2  Stillwell 1996, p. 156.
24. ↑  Garzke & Dulin 1976, pp. 129, 134.
25. ↑   «Salvager». Dictionary of American Naval Fighting Ships. Naval History and Heritage Command. Consultado em 20 de abril de 2024
26. ↑   «Windlass». Dictionary of American Naval Fighting Ships. Naval History and Heritage Command. Consultado em 20 de abril de 2024
27. 1 2  Stillwell 1996, p. 157.
28. 1 2   Landgraff, Richard A. (1 de agosto de 1999). «The Crack in Missouri's Barbette III». NavWeaps. Consultado em 20 de abril de 2024